# جون راسيل هاربر
جون راسيل هاربر هو مؤرخ الفن كندي، ولد في 13 أبريل 1914، وتوفي في 17 نوفمبر 1983.